# Reichsheimstättenamt
Das Reichsheimstättenamt war innerhalb der Deutschen Arbeitsfront (DAF) für den Wohnungsbau und für den Neubau von Siedlungen auf dem Land zuständig. Es verfügte auf Gauebene über 225 nachgeordnete Heimstättenämter.
Zielsetzung war neben der Beseitigung der Wohnungsnot auch die Vermittlung nationalsozialistischer Ideologie: das Ideal, die „Volksgemeinschaft“ an den Staat zu binden und mit dem Boden zu „verwurzeln“. In den Siedlungshäusern sollten Angehörige verschiedener Berufe und sozialer Herkunft wohnen. Die gleichförmige Architektur der Häuser diente dazu, Einzelinteressen den Gruppeninteressen unterzuordnen und die Eigenversorgung durch Gartennutzung und Kleintierhaltung zu verbessern. Zudem war sie gegründet worden, um die zahlreichen freien Wohnungsgenossenschaften aus der Zeit der Weimarer Republik wirtschaftlich und politisch auszulöschen.

## Struktur und Gliederung während des Nationalsozialismus
Das Reichsheimstättenamt war unter anderem in Fachabteilungen wie Forschungsstelle für Siedlungsgestaltung  (politische und baurechtliche Kompetenzen) und Stadtplanung gegliedert.

### Bekannte Mitarbeiter
1939 übernahm Karl Neupert  von Georg Laub (einem Wetzel-Schüler) die Leitung der Abteilung Stadtplanung des Reichsheimstättenamtes in Berlin.

## Struktur und Gliederung der Heimstättenämter
Die Heimstättenämter in den Gauen waren für sich in verschiedene Abteilungen wie zum Beispiel Forschungsstelle für Siedlungsgestaltung des Reichsheimstättenamtes gegliedert.

### Bekannte Mitarbeiter
- 1936: Gau Hessen-Nassau: Wilhelm Avieny, gleichzeitig erster Leiter des Dulag Luft in Oberursel
- 1937: Gau Sachsen in Dresden: Karl Neupert als Leiter für die Forschungsstelle für Siedlungsgestaltung des Reichsheimstättenamtes

## Auswahlverfahren der Siedlungen auf dem Lande
Die Prüfungskommission bestand aus den Ortsgruppen der NSDAP und der DAF. Dieser wurden „Siedlerfragebögen“ vorgelegt, in denen die politische Haltung, die Parteizugehörigkeit, „Rassenzugehörigkeit“, Erbgesundheit und Fortpflanzungsfähigkeit überprüft wurden.
Zugelassen für dieses Verfahren war nur, wer:
1. arischer Abstammung war
2. nicht älter als 45 Jahre war
3. verheiratet war und mindestens zwei Kinder hatte
4. bereit war beim Siedlungsbau 2000–3000 Arbeitsstunden Selbst- und Nachbarschaftshilfe zu leisten.

Die arische Abstammung (Ariernachweis), Erbgesundheit und Fortpflanzungsfähigkeit wurden über ein ärztliches Attest geprüft. Nach 3-jähriger Probe-Bewährungszeit wurde das gebaute Haus übereignet. Es war somit eine ständige Kontrolle durch die Parteiorgane möglich.
Eine Siedlung des Reichsheimstättenamtes der DAF war z. B. in Eichenredder in Hamburg.